# 銓福
宗室銓福（1867年5月13日—？年，同治六年四月初十日辰時生），正紅旗滿洲人，遠支宗室正紅旗第一族恆字輩，謙德次子，封爵三等奉國將軍，官至理藩部郎中，清末官員。

## 生平
同治十三年（1874年），賞授員外郎銜。
光緒十七年（1891年）十二月，賞給郎中銜。十八年（1892年）二月，籤分理藩院，以郎中候補。
十八年（1892年）五月，請假前往父親謙德山海關任所省親。
二十二年（1896年），因父親謙德去世，五月，襲封三等奉國將軍。
二十五年（1899年），差充理藩院駐陝西神木理事官。
二十八年（1902年）八月，奉派前往伊克昭盟賜奠。
二十九年（1903年）九月，派充太廟獻帛爵官。
三十年（1904年）十一月，補授理藩院宗室郎中。
三十一年（1905年）十二月，控告堂弟麟瑞偽造假劵、盜賣祖產。
宣統元年（1909年）二月，派充理藩部張家口管站司員（管理張家口驛道十九站）。

## 家庭及關聯
- 十二世祖父：清太祖（1559年—1629年）。
- 十二世祖母：清太祖元妃佟佳氏（1560年—1592年）。
- 十一世祖父：禮烈親王代善（1583年—1648年），清太祖皇次子，功封禮親王，諡烈。
- 十一世祖母：葉赫那拉氏，葉赫西城貝勒布寨之女，代善繼福晉。
- 十世祖父：穎毅親王薩哈璘（1604年—1636年），功封貝勒，管理禮部，追封穎親王，諡毅。
- 十世祖母：烏拉那拉氏，烏拉貝勒布占泰之女，薩哈璘嫡福晉。
- 九世祖父：順承恭惠郡王勒克德渾（1629年—1652年），薩哈璘次子，功封順承郡王，管理刑部，諡恭惠。
- 九世祖母：噶爾扎氏，公爵祜里泰之女，勒克德渾側福晉。
- 八世祖父：順承忠郡王諾羅布（1650年—1717年），勒克德渾三子，襲封順承郡王，官至杭州將軍，諡忠。
- 八世祖母：石氏，石達之女，諾羅布側福晉。
- 七世祖父：郡王品級錫保（1688年—1742年），諾羅布四子，封順承親王，官至正黃旗蒙古都統、左宗人、靖邊大將軍，因事革爵。
- 七世祖母：舒舒覺羅氏，三等侯偏圖之女，錫保嫡福晉。
- 六世祖父：順承恪郡王熙良（1705年—1744年），錫保長子，襲封順承郡王，官散秩大臣覺羅學總管，諡恪。
- 六世祖母：納喇氏，侍讀學士色爾登之女，熙良嫡福晉。
- 五世祖父：順承恭郡王泰斐英阿（1728年—1756年），熙良長子，襲封順承郡王，官至正黃旗漢軍都統、左宗正，諡恭。
- 五世祖母：沙濟富察氏，一等公散秩大臣傅文之女，泰斐英阿嫡福晉。
- 高祖父：順承慎郡王恒昌（1753年—1778年），泰斐英阿四子，襲封順承郡王，諡慎。
- 高祖母：馬佳氏，護軍校馬三泰之女，恒昌庶福晉。
- 曾祖父：順承簡郡王倫柱（1772年—1823年），襲封順承郡王，官宗室總族長、十五善射，諡簡。
- 曾祖母：馬佳氏，同知穆騰額之女，倫柱側福晉。
- 祖父：春佑（1801年—1876年），封三等鎮國將軍，官至都統、內大臣、總管內務府大臣，諡誠恪。
- 祖母：鈕祜祿氏，寧夏將軍格布舍之女，春佑繼妻。

### 父母
- 父：謙德（1834年—1896年），封三等辅国将军，官至副都統。
- 母：瓜爾佳氏，郎中林耀之女，謙德嫡妻。
- 繼母：楊佳氏，文明之女，謙德繼妻。

### 兄弟
銓福排行第二，有一兄一弟。
- 祥徵（1864年—1869年），嫡母瓜爾佳氏所生，早卒，無嗣。
- 長福（1872年—1923年），庶母李氏所生，官至外務部考工司郎中、駐日本神戶領事。娶富察氏，恩福之女；繼娶博羅特氏，松禄之女。

### 妻室
- 嫡妻：富察氏，倭和之女。

### 子嗣
銓福育有二子。
- 長子：文蘭（1894年—1906年），嫡富察氏所生，八品廕生，[9]早卒，無嗣。
- 次子：文蓉（1904年—？年），嫡富察氏所生。娶樸佳氏，樸壽之女。